# 炒賣
炒賣是投機者意圖在短時期內從低價購入再從高價賣出轉售圖利，常見被炒賣的有股票、不動產、奢侈品等，但近年來中國大陸香港及澳門地區亦出現一些醫療必需品遭到投機商人炒賣數倍至十倍價錢不等，例如：醫療用口罩。

## 炒樓
炒樓或作炒房，是另類的地產物業投資。分別是以賺取快錢為唯一目的，非自住、非出租、手上的房地產投資組合不斷改變，低價買入、高價賣出，其實是投機。利用銀行短期貸款、信用卡、私人貸款等支付物業首期，只買樓花或只簽臨時買賣合約，在田土廳註冊登記前轉手賣出手上物業，絕對不欲申請樓宇按揭貸款（香港稱為「摸貨」），避免合約責任及成本負擔。
在香港著名以炒樓為業的「成功人士」，被香港地產界（包括: 地產經紀、地產版傳媒、地產發展商等）稱為「摸王」。 例如有“神童輝”之稱的羅兆輝，故事發人深省。
投資客宣稱炒房會帶動经济增长，高房價才會失業低，但實際上會造成經濟、社會問題，也會逼使中產階級迫移往交通不便捷、開發未完善的偏遠區域居住，造成交通碳的環保問題。多數政府會抑制炒樓行為，降低房屋負擔，以有利於人民生活水平和社會穩定並提高內需。台灣本以遺產稅降低、改善兩岸關係及簽訂ECFA等政策後可吸引資金來台投資帶動經濟發展，但回流資金卻投機在炒作房價，讓多數人買不起品質合理的房屋，成為民怨之首，因此以加重課徵特種銷售稅期待能抑制投機行為。
在中国大陆，炒房已经成为一个严重影响社会发展和稳定的问题。在90年代改革深入前中华人民共和国没有自由买卖的房地产市场，只有政府分配的住房体系，所以不存在炒房问题，但已经存在涉及房产的腐败。1998年住房商品化改革导致房地产从政府分配模式变成自费购买模式。由于经济高速发展和大规模城市化，加上薄弱的城市建设水平和能力，住房不足的问题开始出现，一些商人注意到其中的商机，大量购买房产囤积后转卖，赚够钱后变成开发商，典型的就是前中国首富王健林及其所有的万达地产。2010年前后，4万亿经济刺激计划产生的热钱涌入地产市场，加上居民收入提高和城市规划不合理，中国大陆主要城市房价暴涨，除了一线城市，炒房问题已经蔓延到二三线乃至四线城市，催升了如温州炒房团这种投资客群体。出于对社会维稳的需要，中央政府多次强力调控。但存在问题的城市规划和禁止自由买卖的土地制度，以及对基本农田的保护，导致土地供应严重不足，政府也有意无意成为炒房主力。
美国的炒房主要分两种，一种是类似东亚的模式，即买房-囤积-卖房的模式，这种模式常见于特大城市及其热门社区，比如纽约曼哈顿中城下城、洛杉矶好莱坞、湾区等。这种模式操作轻松，只需要持有一段时间等待升值即可，但房价门槛高，而且对前景判断失误会导致损失。另一种模式则是买房进行精装修再卖。出现这种模式的原因就是美国土地无限量供应和汽车文化发达导致过度郊区化的结果，城市核心区人口流失导致市区荒废或房价低迷。这种炒房手段的具体方法就是购置房产后进行改装，利用自己的人工和时间，加上自己的设计理念以及选材提高房产价格，赚取利润。这种炒房模式对房子状况要求不高，甚至破烂鬼屋都能改造，特点是绝大部分工程是自己完工以省出利润。由于这种现象在美国十分普遍，所以炒房一词对应的英语单词House Flipping在美国大多指第二种模式。

## 相關
- 投機
- 投資
- 增值稅
- 物業稅
- 利得稅
- 負資產
- 經濟泡沫化